# Берейтор
Бере́йтор, бере́йтер (от нем. Bereiter) — специалист по обучению лошадей и верховой езде, «объездчик» верховых лошадей, заезжающий лошадей, помощник дрессировщика лошадей в цирке.

## История
Заездка (приучение к верховой езде) молодых лошадей издавна считалась опасным делом, требующим искусства и опыта. Берейтором назывался специалист, обучающий правильной верховой езде и выезжающий молодых лошадей. В русских гвардии и армии в XIX веке в каждом кавалерийском полку, в каждой пешей артиллерийской бригаде и конной батарее полагалось по одному берейтору, а к ним назначались помощники из нижних чинов.

## Учебные заведения
В городе Санкт-Петербурге с 1819 по 1882 год существовала Берейторская школа, с целью специальной подготовки сведущих берейторов для частей кавалерии и конной артиллерии, а также для выездки офицерских лошадей.

## В настоящее время
В настоящее время должность берейтора существует в цирках и коммерческих конюшнях или племенных фермах, оказывающих услуги по содержанию, продаже и подготовке лошадей, а также по обучению верховой езде. Инструкторы также нередко называются берейторами.
Подготовка лошадей для спорта — более сложная задача. Спортивная лошадь крайне редко остается всю жизнь у одного спортсмена, можно сказать, что это единичные случаи. Подготовку лошади проходят под разными берейторами. У спортсменов высокого уровня в работе в среднем от 6 — 10 голов. На занятие с каждой требуется от сорока минут до полутора часов в день.
По статистике, текучесть лошадей у конкуристов выше, чем у занимающихся выездкой.
Тренировка любой лошади зависит как от специфики её деятельности, так и от физического состояния лошади: напрыгивание, отработка манежной езды или элементов высшей школы верховой езды, полевая работа, работа на корде и так далее.